# Chris Oliver
Chris Oliver, né le 15 juillet 1985 à Kernersville, en Caroline du Nord, est un joueur américain de basket-ball. Il évolue au poste d'intérieur.

## Palmarès
- Vainqueur de l'EuroChallenge 2009-2010 avec Göttingen.
- Champion de Pro A en 2013 avec Nanterre.